# Liste der Nummer-eins-Hits in Finnland (2017)
Dies ist eine Liste der Nummer-eins-Hits in Finnland im Jahr 2017. Sie basiert auf den offiziellen Single Top 20 und den Album Top 50, die im Auftrag von Musiikkituottajat, der finnischen Landesgruppe der IFPI, erstellt werden.

## Singles
| ← 2016 ← | Liste der Nummer-eins-Hits in Finnland | Liste der Nummer-eins-Hits in Finnland         | Liste der Nummer-eins-Hits in Finnland                                                    | 2018 →                    |
| \| Zeitraum \| Wo. ges. \| Interpret \| Titel Autor(en) \| Zusätzliche Informationen \| \| (Zeitraum, Wochen auf Platz eins, Interpret, Titel, Autor[en], zusätzliche Informationen) \| \| \| \| \| \| ----------------------------------------------------------------------------------------- \| -------- \| ---------------------------------------------- \| ----------------------------------------------------------------------------------------- \| ------------------------- \| \| 1. Januar 2017 – 7. Januar 2017 1 Woche \| 1 \| Mikael Gabriel \| Loistat pimeäs Mikael Gabriel \| – \| \| 8. Januar 2017 – 14. Januar 2017 1 Woche \| 1 \| Arttu Lindeman \| Hukutaan Arttu Lindeman \| – \| \| 15. Januar 2017 – 11. Februar 2017 4 Wochen (insgesamt 8) \| 8 \| Ed Sheeran \| Shape of You Ed Sheeran, Steve Mac, Johnny McDaid \| – \| \| 12. Februar 2017 – 25. Februar 2017 2 Wochen \| 2 \| Mikael Gabriel & Isac Elliot \| Liikaa sussa kii \| – \| \| 26. Februar 2017 – 11. März 2017 2 Wochen \| 2 \| JVG feat. Ellinoora \| Sitä säät mitä tilaat \| – \| \| 12. März 2017 – 18. März 2017 1 Woche \| 1 \| Antti Tuisku \| Rahan takii \| – \| \| 19. März 2017 – 15. April 2017 4 Wochen (insgesamt 8) \| 8 \| Ed Sheeran \| Shape of You Ed Sheeran, Steve Mac, Johnny McDaid \| – \| \| 16. April 2017 – 29. April 2017 2 Wochen \| 2 \| Reino Nordin \| Antaudun \| – \| \| 30. April 2017 – 6. Mai 2017 1 Woche \| 1 \| Nikke Ankara \| Pettävällä jäällä \| – \| \| 7. Mai 2017 – 10. Juni 2017 5 Wochen (insgesamt 12) \| 12 \| Luis Fonsi & Daddy Yankee feat. Justin Bieber \| Despacito (Remix) Luis Fonsi, Erika Ender, Jason Boyd \| – \| \| 11. Juni 2017 – 17. Juni 2017 1 Woche \| 1 \| Antti Tuisku feat. Boyat \| Hanuri \| – \| \| 18. Juni 2017 – 5. August 2017 7 Wochen (insgesamt 12) \| 12 \| Luis Fonsi & Daddy Yankee feat. Justin Bieber \| Despacito (Remix) Luis Fonsi, Erika Ender, Jason Boyd \| – \| \| 6. August 2017 – 19. August 2017 2 Wochen \| 2 \| Profeetat, Elastinen, Cheek feat. Nelli Matula \| Eyo \| – \| \| 20. August 2017 – 26. August 2017 1 Woche \| 1 \| Tuure Boelius \| Eikö sua hävetä \| – \| \| 27. August 2017 – 2. September 2017 1 Woche \| 1 \| Antti Tuisku feat. Erin \| Aamukuuteen \| – \| \| 3. September 2017 – 9. September 2017 1 Woche \| 1 \| Robin \| Me tehtiin tää \| – \| \| 10. September 2017 – 23. September 2017 2 Wochen \| 2 \| JVG \| Älä jätä roikkuu \| – \| \| 24. September 2017 – 30. September 2017 1 Woche \| 1 \| Cheek \| Sinä ansaitset kultaa \| – \| \| 1. Oktober 2017 – 25. November 2017 8 Wochen (insgesamt 9) \| 9 \| Post Malone feat. 21 Savage \| Rockstar Austin Post, Shayaa Abraham-Joseph, Louis Bell, Olufunmibi Awoshiley \| – \| \| 26. November 2017 – 2. Dezember 2017 1 Woche \| 1 \| Cheek \| Enkelit \| – \| \| 3. Dezember 2017 – 9. Dezember 2017 1 Woche (insgesamt 9) \| 9 \| Post Malone feat. 21 Savage \| Rockstar Austin Post, Shayaa Abraham-Joseph, Louis Bell, Olufunmibi Awoshiley \| – \| \| 10. Dezember 2017 – 6. Januar 2018 4 Wochen \| 4 \| Pikku G feat. Behm \| Solmussa Rita Marketta Behm, Henri Jouni Kristian Lanz, Kalle Oskari Esanpoika Maekipelto \| – \| |                                        |                                                |                                                                                           |                           |
| ← 2016 |                                        |                                                |                                                                                           | → 2018 →                  |
| Zeitraum | Wo. ges.                               | Interpret                                      | Titel Autor(en)                                                                           | Zusätzliche Informationen |
| (Zeitraum, Wochen auf Platz eins, Interpret, Titel, Autor[en], zusätzliche Informationen) |                                        |                                                |                                                                                           |                           |
| 1. Januar 2017 – 7. Januar 2017 1 Woche | 1                                      | Mikael Gabriel                                 | Loistat pimeäs Mikael Gabriel                                                             | –                         |
| 8. Januar 2017 – 14. Januar 2017 1 Woche | 1                                      | Arttu Lindeman                                 | Hukutaan Arttu Lindeman                                                                   | –                         |
| 15. Januar 2017 – 11. Februar 2017 4 Wochen (insgesamt 8) | 8                                      | Ed Sheeran                                     | Shape of You Ed Sheeran, Steve Mac, Johnny McDaid                                         | –                         |
| 12. Februar 2017 – 25. Februar 2017 2 Wochen | 2                                      | Mikael Gabriel & Isac Elliot                   | Liikaa sussa kii                                                                          | –                         |
| 26. Februar 2017 – 11. März 2017 2 Wochen | 2                                      | JVG feat. Ellinoora                            | Sitä säät mitä tilaat                                                                     | –                         |
| 12. März 2017 – 18. März 2017 1 Woche | 1                                      | Antti Tuisku                                   | Rahan takii                                                                               | –                         |
| 19. März 2017 – 15. April 2017 4 Wochen (insgesamt 8) | 8                                      | Ed Sheeran                                     | Shape of You Ed Sheeran, Steve Mac, Johnny McDaid                                         | –                         |
| 16. April 2017 – 29. April 2017 2 Wochen | 2                                      | Reino Nordin                                   | Antaudun                                                                                  | –                         |
| 30. April 2017 – 6. Mai 2017 1 Woche | 1                                      | Nikke Ankara                                   | Pettävällä jäällä                                                                         | –                         |
| 7. Mai 2017 – 10. Juni 2017 5 Wochen (insgesamt 12) | 12                                     | Luis Fonsi & Daddy Yankee feat. Justin Bieber  | Despacito (Remix) Luis Fonsi, Erika Ender, Jason Boyd                                     | –                         |
| 11. Juni 2017 – 17. Juni 2017 1 Woche | 1                                      | Antti Tuisku feat. Boyat                       | Hanuri                                                                                    | –                         |
| 18. Juni 2017 – 5. August 2017 7 Wochen (insgesamt 12) | 12                                     | Luis Fonsi & Daddy Yankee feat. Justin Bieber  | Despacito (Remix) Luis Fonsi, Erika Ender, Jason Boyd                                     | –                         |
| 6. August 2017 – 19. August 2017 2 Wochen | 2                                      | Profeetat, Elastinen, Cheek feat. Nelli Matula | Eyo                                                                                       | –                         |
| 20. August 2017 – 26. August 2017 1 Woche | 1                                      | Tuure Boelius                                  | Eikö sua hävetä                                                                           | –                         |
| 27. August 2017 – 2. September 2017 1 Woche | 1                                      | Antti Tuisku feat. Erin                        | Aamukuuteen                                                                               | –                         |
| 3. September 2017 – 9. September 2017 1 Woche | 1                                      | Robin                                          | Me tehtiin tää                                                                            | –                         |
| 10. September 2017 – 23. September 2017 2 Wochen | 2                                      | JVG                                            | Älä jätä roikkuu                                                                          | –                         |
| 24. September 2017 – 30. September 2017 1 Woche | 1                                      | Cheek                                          | Sinä ansaitset kultaa                                                                     | –                         |
| 1. Oktober 2017 – 25. November 2017 8 Wochen (insgesamt 9) | 9                                      | Post Malone feat. 21 Savage                    | Rockstar Austin Post, Shayaa Abraham-Joseph, Louis Bell, Olufunmibi Awoshiley             | –                         |
| 26. November 2017 – 2. Dezember 2017 1 Woche | 1                                      | Cheek                                          | Enkelit                                                                                   | –                         |
| 3. Dezember 2017 – 9. Dezember 2017 1 Woche (insgesamt 9) | 9                                      | Post Malone feat. 21 Savage                    | Rockstar Austin Post, Shayaa Abraham-Joseph, Louis Bell, Olufunmibi Awoshiley             | –                         |
| 10. Dezember 2017 – 6. Januar 2018 4 Wochen | 4                                      | Pikku G feat. Behm                             | Solmussa Rita Marketta Behm, Henri Jouni Kristian Lanz, Kalle Oskari Esanpoika Maekipelto | –                         |

## Alben
| ← 2016 ← | Liste der Nummer-eins-Hits in Finnland | Liste der Nummer-eins-Hits in Finnland | Liste der Nummer-eins-Hits in Finnland    | 2018 →                    |
| \| Zeitraum \| Wo. ges. \| Interpret \| Titel \| Zusätzliche Informationen \| \| (Zeitraum, Wochen auf Platz eins, Interpret, Titel, zusätzliche Informationen) \| \| \| \| \| \| ------------------------------------------------------------------------------ \| -------- \| ------------------------ \| ----------------------------------------- \| ------------------------- \| \| 1. Januar 2017 – 7. Januar 2017 1 Woche (insgesamt 4) \| 4 \| Vain elämää \| Vain elämää – Kausi 5 ensimmäinen kattaus \| – \| \| 8. Januar 2017 – 21. Januar 2017 2 Wochen (insgesamt 4) \| 4 \| The Weeknd \| Starboy \| – \| \| 22. Januar 2017 – 28. Januar 2017 1 Woche \| 1 \| Happoradio \| Kauniin kääntöpiiri \| – \| \| 29. Januar 2017 – 11. Februar 2017 2 Wochen (insgesamt 4) \| 4 \| The Weeknd \| Starboy \| – \| \| 12. Februar 2017 – 18. Februar 2017 1 Woche \| 1 \| Pariisin Kevät \| Kuume \| – \| \| 19. Februar 2017 – 25. Februar 2017 1 Woche \| 1 \| (Soundtrack) \| Fifty Shades Darker \| – \| \| 26. Februar 2017 – 4. März 2017 1 Woche \| 1 \| Battle Beast \| Bringer of Pain \| – \| \| 5. März 2017 – 11. März 2017 1 Woche \| 1 \| Reino Nordin \| Antaudun \| – \| \| 12. März 2017 – 18. März 2017 1 Woche \| 1 \| Ed Sheeran \| ÷ \| – \| \| 19. März 2017 – 20. Mai 2017 9 Wochen (insgesamt 14) \| 14 \| Haloo Helsinki! \| Hulluuden Highway \| – \| \| 21. Mai 2017 – 10. Juni 2017 3 Wochen \| 3 \| Vain elämää \| Vain elämää – Kausi 6 ensimmäinen kattaus \| – \| \| 11. Juni 2017 – 1. Juli 2017 3 Wochen \| 3 \| Vain elämää \| Vain elämää – Kausi 6 toinen kattaus \| – \| \| 2. Juli 2017 – 8. Juli 2017 1 Woche \| 1 \| Imagine Dragons \| Evolve \| – \| \| 9. Juli 2017 – 15. Juli 2017 1 Woche \| 1 \| Calvin Harris \| Funk Wav Bounces Vol. 1 \| – \| \| 16. Juli 2017 – 29. Juli 2017 2 Wochen (insgesamt 14) \| 14 \| Haloo Helsinki! \| Hulluuden Highway \| – \| \| 30. Juli 2017 – 5. August 2017 1 Woche \| 1 \| Wintersun \| The Forest Seasons \| – \| \| 6. August 2017 – 26. August 2017 3 Wochen (insgesamt 14) \| 14 \| Haloo Helsinki! \| Hulluuden Highway \| – \| \| 27. August 2017 – 2. September 2017 1 Woche \| 1 \| Steven Wilson \| To the Bone \| – \| \| 3. September 2017 – 23. September 2017 3 Wochen (insgesamt 8) \| 8 \| JVG \| Popkorni \| – \| \| 24. September 2017 – 21. Oktober 2017 4 Wochen \| 4 \| Antti Tuisku \| Anatude \| – \| \| 22. Oktober 2017 – 4. November 2017 2 Wochen \| 2 \| Vain elämää \| Vain elämää – Kausi 7 ensimmäinen kattaus \| – \| \| 5. November 2017 – 25. November 2017 3 Wochen (insgesamt 5) \| 5 \| Vain elämää \| Vain elämää – Kausi 7 toinen kattaus \| – \| \| 26. November 2017 – 2. Dezember 2017 1 Woche \| 1 \| Verschiedene Interpreten \| Raskasta Joulua IV \| – \| \| 3. Dezember 2017 – 16. Dezember 2017 2 Wochen (insgesamt 5) \| 5 \| Vain elämää \| Vain elämää – Kausi 7 toinen kattaus \| – \| \| 17. Dezember 2017 – 23. Dezember 2017 1 Woche \| 1 \| Rajaton \| Tuhansien laulujen maa \| – \| \| 24. Dezember 2017 – 30. Dezember 2017 1 Woche \| 1 \| Eminem \| Revival \| – \| \| 31. Dezember 2017 – 6. Januar 2018 1 Woche \| 1 \| Verschiedene Interpreten \| Joulu \| – \| |                                        |                                        |                                           |                           |
| ← 2016 |                                        |                                        |                                           | → 2018 →                  |
| Zeitraum | Wo. ges.                               | Interpret                              | Titel                                     | Zusätzliche Informationen |
| (Zeitraum, Wochen auf Platz eins, Interpret, Titel, zusätzliche Informationen) |                                        |                                        |                                           |                           |
| 1. Januar 2017 – 7. Januar 2017 1 Woche (insgesamt 4) | 4                                      | Vain elämää                            | Vain elämää – Kausi 5 ensimmäinen kattaus | –                         |
| 8. Januar 2017 – 21. Januar 2017 2 Wochen (insgesamt 4) | 4                                      | The Weeknd                             | Starboy                                   | –                         |
| 22. Januar 2017 – 28. Januar 2017 1 Woche | 1                                      | Happoradio                             | Kauniin kääntöpiiri                       | –                         |
| 29. Januar 2017 – 11. Februar 2017 2 Wochen (insgesamt 4) | 4                                      | The Weeknd                             | Starboy                                   | –                         |
| 12. Februar 2017 – 18. Februar 2017 1 Woche | 1                                      | Pariisin Kevät                         | Kuume                                     | –                         |
| 19. Februar 2017 – 25. Februar 2017 1 Woche | 1                                      | (Soundtrack)                           | Fifty Shades Darker                       | –                         |
| 26. Februar 2017 – 4. März 2017 1 Woche | 1                                      | Battle Beast                           | Bringer of Pain                           | –                         |
| 5. März 2017 – 11. März 2017 1 Woche | 1                                      | Reino Nordin                           | Antaudun                                  | –                         |
| 12. März 2017 – 18. März 2017 1 Woche | 1                                      | Ed Sheeran                             | ÷                                         | –                         |
| 19. März 2017 – 20. Mai 2017 9 Wochen (insgesamt 14) | 14                                     | Haloo Helsinki!                        | Hulluuden Highway                         | –                         |
| 21. Mai 2017 – 10. Juni 2017 3 Wochen | 3                                      | Vain elämää                            | Vain elämää – Kausi 6 ensimmäinen kattaus | –                         |
| 11. Juni 2017 – 1. Juli 2017 3 Wochen | 3                                      | Vain elämää                            | Vain elämää – Kausi 6 toinen kattaus      | –                         |
| 2. Juli 2017 – 8. Juli 2017 1 Woche | 1                                      | Imagine Dragons                        | Evolve                                    | –                         |
| 9. Juli 2017 – 15. Juli 2017 1 Woche | 1                                      | Calvin Harris                          | Funk Wav Bounces Vol. 1                   | –                         |
| 16. Juli 2017 – 29. Juli 2017 2 Wochen (insgesamt 14) | 14                                     | Haloo Helsinki!                        | Hulluuden Highway                         | –                         |
| 30. Juli 2017 – 5. August 2017 1 Woche | 1                                      | Wintersun                              | The Forest Seasons                        | –                         |
| 6. August 2017 – 26. August 2017 3 Wochen (insgesamt 14) | 14                                     | Haloo Helsinki!                        | Hulluuden Highway                         | –                         |
| 27. August 2017 – 2. September 2017 1 Woche | 1                                      | Steven Wilson                          | To the Bone                               | –                         |
| 3. September 2017 – 23. September 2017 3 Wochen (insgesamt 8) | 8                                      | JVG                                    | Popkorni                                  | –                         |
| 24. September 2017 – 21. Oktober 2017 4 Wochen | 4                                      | Antti Tuisku                           | Anatude                                   | –                         |
| 22. Oktober 2017 – 4. November 2017 2 Wochen | 2                                      | Vain elämää                            | Vain elämää – Kausi 7 ensimmäinen kattaus | –                         |
| 5. November 2017 – 25. November 2017 3 Wochen (insgesamt 5) | 5                                      | Vain elämää                            | Vain elämää – Kausi 7 toinen kattaus      | –                         |
| 26. November 2017 – 2. Dezember 2017 1 Woche | 1                                      | Verschiedene Interpreten               | Raskasta Joulua IV                        | –                         |
| 3. Dezember 2017 – 16. Dezember 2017 2 Wochen (insgesamt 5) | 5                                      | Vain elämää                            | Vain elämää – Kausi 7 toinen kattaus      | –                         |
| 17. Dezember 2017 – 23. Dezember 2017 1 Woche | 1                                      | Rajaton                                | Tuhansien laulujen maa                    | –                         |
| 24. Dezember 2017 – 30. Dezember 2017 1 Woche | 1                                      | Eminem                                 | Revival                                   | –                         |
| 31. Dezember 2017 – 6. Januar 2018 1 Woche | 1                                      | Verschiedene Interpreten               | Joulu                                     | –                         |